# Datanorm
Datanorm (Eigenschreibweise „DATANORM“) ist ein Dateiformat für den Datenaustausch von Artikelstammdaten zwischen Produktlieferant, Fachgroßhandel und Handwerksbetrieb.
Es wird vornehmlich im Baunebengewerbe in der Sanitär-, Heizungs-, Elektro- und Maler- und Lackiererbranche genutzt. Der Handwerker kann über diese Dateien Daten (Artikel- und Preiskataloge) in sein Kalkulationsprogramm importieren und in den Stammdaten ablegen. Die Daten werden strukturiert in einer Textdatei abgelegt.
Datanorm wird vom Datanorm-Arbeitskreis herausgegeben.
Datanorm ist kein offener Standard, es existiert weder eine Open-Source-Implementierung noch eine frei verfügbare Spezifikation (Stand Anfang 2022).

## Geschichte
- 1986 Datanorm wird veröffentlicht
- 1990 Version 3 erscheint
- 1994 Version 4 erscheint
- 1999 die aktuelle Version 5 kommt auf den Markt
- 2009 die Übertragung von Datanorm-Daten per Webservice wird eingeführt

## Inhalt und Aufbau
Es gibt Dateien mit folgenden Namenskonventionen:
- DATANORM.001 … DATANORM.999 (Neuanlage, Ändern oder Löschen von Datenbeständen)
- DATPREIS.001 … DATPREIS.999 (Preisänderungen)
- DATASETS.001 … DATASETS.999 (Leistungssätze, Stücklisten)
- DATANORM.RAB (Rabattgruppen)
- DATANORM.WRG (Warengruppen)

Die Dateien sollten im Normalfall die Codepage 850 benutzen und enthalten jeweils Datensätze mit folgenden Daten, wobei jede Zeile ein Datensatz ist:
- Langtexte,
- Kurztexte,
- GTIN, bzw. EAN-Nummern,
- Nettopreise,
- Bruttopreise,
- Rabattgruppen und
- Rabatte

Die Datensätze enthalten jeweils führend ein Satzkennzeichen, welches die Art bzw. Struktur des zugehörigen Satzes kennzeichnet:
- „V“ – Vorlaufsatz
- „K“ – Kundennummern-Kontrollsatz
- „S“ – Haupt- oder Warengruppensatz
- „R“ – Rabattsatz
- „A“ – Hauptsatz 1 (Artikelsatz A)
- „B“ – Hauptsatz 2 (Artikelsatz B)
- „C“ – Leistungs-Satz
- „D“ – Dimensionssatz
- „T“ – Langtextsatz
- „E“ – Langtextsatz mit Einfügungen (Datanorm V.3)
- „E“ – Einfügetextsatz (Datanorm V.4)
- „E“ – Dateiendesatz (Datanorm V.5)
- „J“ – Artikel-Set-Satz
- „P“ – Preisänderungssatz
- „Z“ – Staffelpreiszu- und -abschlagssatz (ab Datanorm V.4)
- „G“ – Grafikanbindungssatz (nur Datanorm V.5)
- „N“ – Neuanlagen
- „X“ – Löschsätze

Die nach dem Satzkennzeichen folgenden Daten hängen vom Satzkennzeichen ab. Zwar sehen Datanorm-Dateien ähnlich aus wie CSV-Dateien, sind deswegen aber im Gegensatz zu CSV nicht regulär – die Anzahl der Attribute/Spalten ändert sich von Zeile zu Zeile, außerdem verwenden manche Datensätze feste Feldbreiten statt Semikola als Feldtrenner, sodass Datanorm ein sehr irreguläres Datenformat ist.
Datanorm ist nicht selbstbeschreibend. So wird z. B. bei Preisen nicht die Währung angegeben, was allerdings in der Praxis kein Problem darstellt, weil Datanorm de-facto nur in Deutschland verwendet wird und daher davon ausgegangen werden kann, dass Preise in Eurocent angegeben werden.

## Datenaustauschverfahren
Der Datenaustausch erfolgt über unterschiedliche Medien:
- Diskette
- CD-ROM
- E-Mail mit Dateianhang
- Manueller Download von der Website des Anbieters
- Automatisierter Download über einen Webservice

Der Download über einen Webservice kann als das derzeit innovativste Verfahren zum Datenaustausch von Datanorm-Dateien bezeichnet werden. Ein Internet-Portal bündelt dabei URL-Informationen über im Internet angebotene Datanorm-Kataloge. Diese Informationen implementieren Software-Hersteller in ihre Handwerker-Programme. Handwerker importieren dann direkt aus ihrer Anwendungssoftware heraus Datanorm-Daten, ohne mit externen Datenträgern oder Dateien hantieren zu müssen.